# Talmay
Talmay är en kommun i departementet Côte-d'Or i regionen Bourgogne-Franche-Comté i östra Frankrike. Kommunen ligger i kantonen Pontailler-sur-Saône som tillhör arrondissementet Dijon. År 2022 hade Talmay 533 invånare.

## Befolkningsutveckling
Antalet invånare i kommunen Talmay
Referens:INSEE